# Meistaraflokkur 1928
La Meistaraflokkur 1928 fu la 17ª edizione del campionato di calcio islandese e concluso con la vittoria del KR al suo quinto titolo.

## Formula
Il Víkingur non partecipò a questa edizione, limitata così a tre squadre che si affrontarono in un turno di sola andata per un totale di due partite.

## Squadre partecipanti
| Club  | Città     | Posizione 1927     |
| ----- | --------- | ------------------ |
| Fram  | Reykjavík | 4°                 |
| KR    | Reykjavík | Campione d'Islanda |
| Valur | Reykjavík | 2°                 |

Tutti gli incontri si disputarono allo stadio Melavöllur, impianto situato nella capitale.

## Classifica finale
|  | Pos. | Squadra | Pt | G | V | N | P | GF | GS | DR |
|  | ---- | ------- | -- | - | - | - | - | -- | -- | -- |
|  | 1.   | KR      | 4  | 2 | 2 | 0 | 0 | 6  | 2  | +4 |
|  | 2.   | Valur   | 2  | 2 | 1 | 0 | 1 | 4  | 4  | +0 |
|  | 3.   | Fram    | 0  | 2 | 0 | 0 | 2 | 5  | 9  | -4 |

Legenda:

      Campione di Islanda
Note:

Due punti a vittoria, uno a pareggio, zero a sconfitta.

### Verdetti
- KR Campione d'Islanda 1928.